# 颜佩琼
颜佩琼（1944年11月25日—2012年7月9日），高甲戲演員，工旦行，中國國家1級演員，中國共產黨員，泉州人，師承萧迪萍（文武生，能反串正旦）、蔡秀英（花旦、青衣）先生，国家级非物质文化遗产高甲戏项目代表性传承人，著有《高甲戏传统行当表演套路》等書。

## 生平
1958年進泉州市高甲戏剧团學戲，1961年成為國家演員，現已退休，在泉州藝術學校高甲班教戲。
她列名2008年1月26日中華人民共和國文化部公布的第2批《國家級非物質文化遺產項目代表性傳承人名錄》（這是高甲戲藝員首度列入，共有5位，她是惟1的1位女性，4位男藝員是泉州的賴宗卯和曾文杰；廈門的紀亞福和陳炳聰）。
國家2級演員陳娟娟進入2009年第24屆中國戲劇梅花獎終評名單。
2012年7月9日下午2:30，颜佩琼因突发脑溢血逝世，享年70岁。

## 作品
主要演出作品有《珍珠塔》、《狸猫换太子》、《真假王岫》、《黄卷蚊诗》、《南海明珠》（现代戏）等。

## 门徒
陈素萍（1993年）、陈娟娟（1995年）、刘少霞（1996年）、傅圆圆和陈情瑜（2003年）等是她的學生。